# Carl Leisewitz
Carl Leisewitz (* 21. Dezember 1831 in Dorfmark bei Fallingbostel; † 20. Dezember 1916 in München) war ein deutscher Agrarwissenschaftler.
Leisewitz besuchte das Gymnasium in Celle und studierte nach einer mehrjährigen Lehrzeit in landwirtschaftlichen Betrieben 1857 und 1858 an der Landwirtschaftlichen Akademie Poppelsdorf bei Bonn. Anschließend war er als Landwirtschaftslehrer tätig. Von 1863 bis 1866 lehrte er als Dozent an der Landwirtschaftlichen Akademie Proskau (Schlesien) und seit 1869 am Polytechnikum in Darmstadt. 1871 promovierte er an der Philosophischen Fakultät der Georg-August-Universität Göttingen mit einer Arbeit über die Grundsteuern in der Landwirtschaft. Von 1873 bis 1904 wirkte er als o. Professor für Betriebslehre und Tierzucht an der landwirtschaftlichen Abteilung der Technischen Hochschule München. Für die von der Königlich Bayerischen Akademie der Wissenschaften herausgegebene Allgemeine Deutsche Biographie verfasste er zahlreiche Artikel über Landwirte und Landbau-Wissenschaftler.

## Schriften
- Die Grundsteuer und die Landwirtschaft. Zweiter Abschnitt der Arbeit: Die Landwirtschaft unter dem Einfluß des in Nord-Deutschland herrschenden Steuersystems. Chr. Kichler, Darmstadt, 1871.
- Die Landwirtschaft unter dem Einfluß des in Norddeutschland herrschenden Steuersystem’s. Wiegandt Hempel, Berlin 1872.
- Lehr- und Handbuch der allgemeinen landwirthschaftlichen Tierzucht. Theodor Ackermann, München 1888.